# Mae (település)
Mae az Amerikai Egyesült Államok északnyugati részén, Washington állam Grant megyéjében elhelyezkedő önkormányzat nélküli település.
Mae postahivatala 1906 és 1955 között működött. A település névadója Mae Shoemaker postamester.

## Fordítás
Ez a szócikk részben vagy egészben  a   Mae, Washington című angol Wikipédia-szócikk ezen változatának fordításán alapul.  Az eredeti cikk szerkesztőit annak laptörténete sorolja fel. Ez a jelzés csupán a megfogalmazás eredetét és a szerzői jogokat jelzi, nem szolgál a cikkben szereplő információk forrásmegjelöléseként.